# Грачёв, Виктор Георгиевич
Виктор Георгиевич Грачёв (1907—1991) — советский военачальник, участник боёв на Халхин-Голе, советско-финской и Великой Отечественной войн, Герой Советского Союза (18.08.1945). Генерал-лейтенант авиации (1.03.1946). 

## Довоенная биография
В. Г. Грачёв родился 14 декабря 1907 года в Москве в семье служащего. В 1925 году окончил девять классов школы, после чего работал электромонтёром на заводе. 
В сентябре 1927 года был призван на службу в Рабоче-крестьянскую Красную Армию. В 1928 году окончил Военно-теоретическую школу лётчиков в Ленинграде, в 1929 году — 2-ю Военную школу лётчиков имени Осоавиахима в Борисоглебске. После её окончания как один из лучших выпускников оставлен в Борисоглебской авиашколе инструктором-лётчиком, с января 1932 года командовал учебным звеном. С апреля 1932 года командовал звеном в Военной школе спецслужб ВВС РККА. С января 1934 года — командир отряда тяжёлых кораблей Отдельной эскадрильи особого назначения ВВС (Москва). Проходил службу в частях транспортной авиации. В 1937—1938 годах многократно летал в Монголию и Китай, перевозил туда лётчиков, перегонял истребители «И-16» и «И-153». С октября 1938 года служил командиром эскадрильи в Кировобадской школе военных лётчиков, затем — в Таганрогской военной школе пилотов. С апреля 1939 года служил помощником командира Отдельной эскадрильи особого назначения ВВС. Член ВКП(б) с 1931 года.
Участвовал в боях на Халхин-Голе и в советско-финской войне. Доставлял в зону боевых действий личный состав (так, именно Грачёв доставил на Халхин-Гол в конце мая 1939 года группу лучших советских асов-истребителей во главе с Я. М. Смушкевичем) и высшее командование, вывозил оттуда раненых. Неоднократно совершал вылеты в тёмное время суток, в сложных погодных условиях, под вражеским огнём. Занимался перевозками раненых и грузов. 
В октябре 1940 года назначен помощником командира — шеф-пилотом отдельного авиационного полка особого назначения, который обеспечивал воздушную перевозку высшего командного состава Красной Армии. При подготовке к первомайскому параду 1941 года самолёт Грачёва, который тот поднял с Тушинского аэродрома, загорелся в небе над Москвой. Экипаж сумел посадить машину и потушить пожар.

## Великая Отечественная война
Участник Великой Отечественной войны с первого дня: 22 июня 1941 года Грачёв совершил полёт в Минск с заместителем Народного комиссара обороны СССР Маршалом Советского Союза Б. М. Шапошниковым, затем летал с высокопоставленными пассажирами в Архангельск, Куйбышев и Харьков. С января 1942 года — командир отдельного авиационного полка особого назначения. С октября 1942 года до конца войны командир 2-й авиадивизии особого назначения Главного командования ВВС РККА, генерал-майор авиации (30.04.1943). В годы войны обеспечивал доставку на фронт многих  лиц из высшего руководства государства и Вооружённых Сил, в том числе перевозил всех без исключения членов Политбюро ЦК ВКП(б). Его пассажирами многократно были В. М. Молотов, Л. П. Берия, Г. М. Маленков, Н. А. Булганин, Маршалы Советского Союза Г. К. Жуков, А. М. Василевский, Б. М. Шапошников, С. К. Тимошенко, С. М. Будённый, главный маршал артиллерии Н. Н. Воронов, командующий ВВС главный маршал авиации А. А. Новиков. 
Так, например, без истребительного прикрытия Грачёв совершил полёт в Керчь в 1942 году на борту с маршалом С. М. Будённым и адмиралом Кузнецовым, ведя самолёт так низко над водой, что противник не заметил его. 
Выполнял ответственные задания Советского правительства и Ставки Верховного Главнокомандующего. Так, в 1943 году по личному выбору И. В. Сталина доставил советскую правительственную делегацию на Тегеранскую конференцию из Баку в Тегеран, на борту его самолёта при перелёте находились И. В. Сталин, В. М. Молотов, К. Е. Ворошилов и Л. П. Берия. В феврале 1945 года доставил из Москвы на Ялтинскую конференции В. М. Молотова и группу ответственных работников Народного комиссариата иностранных дел. Весной 1945 года возглавлял перелёт в Сан-Франциско с советской делегацией на ассамблею Организации Объединённых Наций.
Кроме перевозок руководящих работников, его дивизия также отвечала за доставку грузов на партизанские аэродромы в глубокий тыл противника, сам В. Г. Грачёв выполнил несколько десятков таких рейсов. За время войны лично совершил 463 особо важных вылета, налетал в общей сложности 11 104 часа (в том числе 998 часов в сложных метеоусловиях). Летал на 54 типах самолётов.
Указом Президиума Верховного Совета СССР от 18 августа 1945 года за «заслуги при выполнении боевых заданий командования в годы Великой Отечественной войны и проявленные при этом отвагу и геройство» генерал-майор Виктор Грачёв был удостоен высокого звания Героя Советского Союза с вручением ордена Ленина и медали «Золотая Звезда» за номером 7925.

## Послевоенная служба

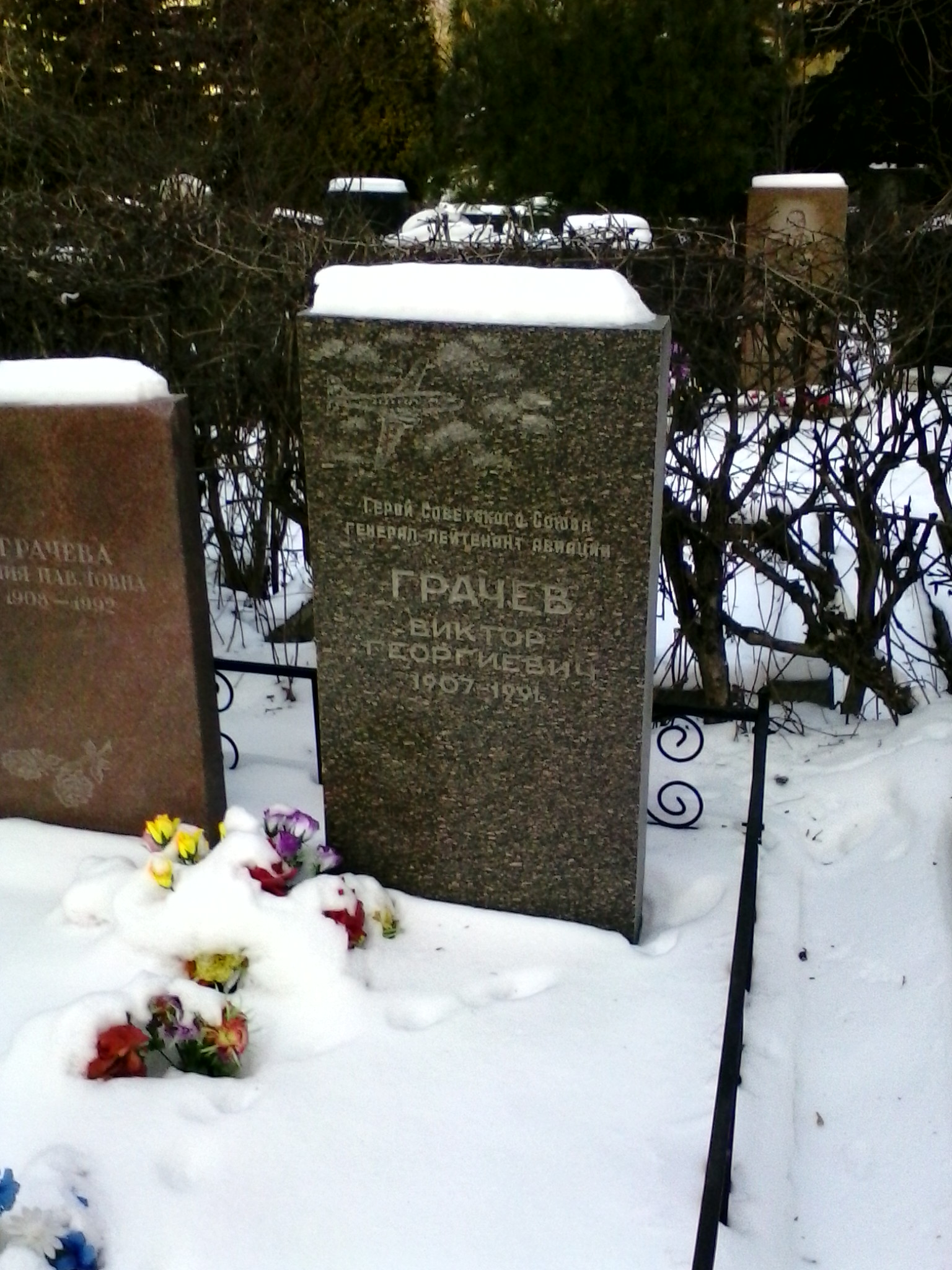
Могила Грачёва на Троекуровском кладбище Москвы.

После окончания войны Грачёв продолжил службу в Советской Армии и ещё 5 лет командовал этой дивизией. С марта 1950 года — начальник инспекторской группы при Главнокомандующем ВВС. В марте 1953 года назначен начальником инспекторской группы боевой подготовки ВВС — старшим инспектором-лётчиком по слепым и ночным полётам, в апреле 1953 — начальником отдела боевой подготовки разведывательной и транспортной авиации Управления боевой подготовки ВВС, в июле 1955 — начальником отдела боевой подготовки разведывательной и вспомогательной авиации Управления боевой подготовки ВВС. С октября 1956 года — заместитель генерал-инспектора ВВС, с сентября 1957 — заместитель начальника Управления боевой подготовки фронтовой авиации, с августа 1958 года — заместитель начальника Управления боевой подготовки ВВС СССР. В мае 1961 года генерал-лейтенант авиации В. Г. Грачёв был уволен в запас. 
Проживал в Москве. Много лет преподавал в Военно-воздушной инженерной академии. Скончался 15 ноября 1991 года, похоронен на Троекуровском кладбище Москвы.

## Награды
- Герой Советского Союза (18.08.1945)
- четыре ордена Ленина (25.05.1936, 18.08.1945, 20.04.1953, 14.05.1956)
- четыре ордена Красного Знамени (17.11.1939, 22.10.1941, 06.11.1947, 22.02.1959)
- ордена Суворова 1-й степени (7.12.1943)
- орден Кутузова 1-й степени (24.02.1945)
- ордена Суворова 2-й степени (16.09.1945)
- два ордена Отечественной войны 1-й степени (15.08.1944, 11.03.1985)
- три ордена Красной Звезды (14.06.1940, 3.11.1944, 29.04.1954)
- медаль «За оборону Ленинграда»
- медаль «За оборону Москвы»
- медаль «За оборону Сталинграда»
- медаль «За оборону Кавказа»
- медаль «За взятие Кёнигсберга»
- другие медали СССР[2]
- медаль «Китайско-советской дружбы» (КНР)